# 邦達馬河

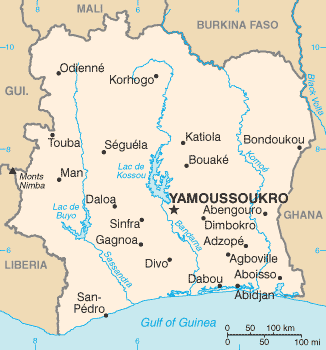
邦達馬河在科特迪瓦的位置

邦達馬河（法語：Bandama）是非洲國家科特迪瓦最長的河流，由白邦达马河（即邦达马河的上游）与红邦达马河（马拉韦河）汇合而成。河道全長超過800公里，源出几内亚高原东部，自北向南流，經過雅穆蘇克羅和1973年建成的科蘇湖後，最終在大拉乌附近注入畿內亞灣。
河名来自“gbanda-ma”，意思是“大海之子”。

## 外部連結
- concise.britannica.com （页面存档备份，存于）
- country-study （页面存档备份，存于） at mongabay.com